# 신중모
신중모(申重模, 1833년 ~ 1884년)은 조선 후기의 무신이다. 급진개화파 중 한 사람이다. 같은 급진개화파였던 신복모의 동생이다. 본관은 고령이다.

## 생애
김옥균, 박영효, 서광범의 영향으로 형인 신복모와 함께 개화당원이 되었다.
1884년 형인 신복모와 김옥균, 박영효, 서광범, 서재필, 홍영식, 박영교, 서재창 등과 함께 갑신정변을 일으켜 민태호, 민영목, 조영하, 윤태준, 한규직 등 수구파 대신들과 이조연 등 일부 친청 온건개화파를 제거했다.
그러다 김윤식 등 친청 온건개화파와 남정철 등 수구파가 청나라에 위안스카이에게 출병을 요청하여 갑신정변이 실패하자 홍영식, 박영교, 하응선 등은 청나라 군대에게 살해당했고 신중모는 조선 관군에게 붙잡혀 서재창, 김봉균, 이창규 등과 함께 처형당했다.